# Julian Borresch
Julian Borresch, né le 19 mars 2002 à Gummersbach, est un coureur cycliste allemand.

## Biographie
Durant son enfance, Julian Borresch pratique le triathlon, le duathlon et le football. Il finit toutefois par opter pour le cyclisme vers l'âge de treize ans. D'abord concentré sur le VTT, il bascule vers les compétitions sur route en 2016. Il prend alors une licence au TSV 1888 Dieringhausen,.
En 2020, il se classe quatrième du contre-la-montre et dixième de la course en ligne aux championnats d'Allemagne juniors. Il intègre ensuite l'équipe continentale SKS Sauerland NRW en 2021. Avec plusieurs coéquipiers, il devient champion d'Allemagne du contre-la-montre par équipes. Il participe également à plusieurs échappées sur des épreuves professionnelles en 2022 et 2023.
Lors de la saison 2024, il termine troisième du championnat d'Allemagne sur route espoirs, cinquième du Tour de Taïwan, dixième du Chrono des Nations ou encore douzième d'une étape du Tour de l'Avenir. La même année, il remporte le classement de la montagne du Tour de Cologne. Il s'impose par ailleurs sur le Tour de Sebnitz, une course nationale allemande.

## Palmarès
- 2021
  -  Champion d'Allemagne du contre-la-montre par équipes
- 2024
  - Tour de Sebnitz
  - 3e du championnat d'Allemagne sur route espoirs
- 2025
  - 3e de l'Erzgebirgsrundfahrt